# Озерне (Чернігівський район)
Озерне́ (до 1957 — Святе) — село в Україні, у Козелецькій селищній громаді Чернігівського району Чернігівської області. До 2016 орган місцевого самоврядування — Озерненська сільська рада.
Населення становить 240 осіб.

## Історія
1753 року Юхим Дараган купив деревню Святое разом із селами Семиполки, Рудня, Мостище у синів колишнього переяславського коменданта Матвія Андрійовича Хераскова  — Олександра, Петра й Михайла — за 9000 рублів. 1762 року за спадком село перейшло сину Василю, пізніше  — сестрі Василя Катерині Ґалаґан.
За даними на 1859 рік у козацькому й власницькому селі Остерського повіту Чернігівської губернії мешкало 643 особи (324 чоловічої статі та 319 — жіночої), налічувалось 198 дворових господарств, існувала православна церква.
Станом на 1886 у колишньому державному й власницькому селі Остерської волості мешкало 818 осіб, налічувалось 165 дворових господарств, існували православна церква, постоялий будинок, вітряний млин.
За переписом 1897 року кількість мешканців зросла до 986 осіб (465 чоловічої статі та 521 — жіночої), з яких всі — православної віри.
1901 року мешкало 1150 осіб. 1923 - 247 дворів, 1145 жителів.[джерело?]
12 червня 2020 року, відповідно до розпорядження Кабінету Міністрів України № 730-р «Про визначення адміністративних центрів та затвердження територій територіальних громад Чернігівської області», увійшло до складу Козелецької селищної громади.
19 липня 2020 року, в результаті адміністративно — територіальної реформи та ліквідації Козелецького району, село увійшло до складу Чернігівського району Чернігівської області.

## Політика

### Парламентські вибори, 2019
На позачергових парламентських виборах 2019 року у селі функціонувала окрема виборча дільниця № 740283, розташована у приміщенні сільської ради.
Результати
- зареєстровано 177 виборців, явка 57,63 %, найбільше голосів віддано за «Слугу народу» — 37,62 %, за Всеукраїнське об'єднання «Батьківщина» — 24,75 %, за Радикальну партію Олега Ляшка — 13,86 %[8]. В одномандатному окрузі найбільше голосів отримав Сергій Коровченко (самовисування) — 31,96 %, за Бориса Приходька (самовисування) — 22,68 %, за Дмитра Пахомова (Слуга народу) — 15,46 %[9].

## Населення

### Мова
Розподіл населення за рідною мовою за даними перепису 2001 року:
| Мова            | Кількість | Відсоток |
| --------------- | --------- | -------- |
| українська      | 339       | 96.58 %  |
| російська       | 6         | 1.71 %   |
| білоруська      | 1         | 0.28 %   |
| інші/не вказали | 5         | 1.43 %   |
| Усього          | 351       | 100 %    |

## Релігія
В селі діє Петропавлівська церква ПЦУ. Вона розташовано поруч із озером Святе.

## Пам'ятки
- Поселення Святе[d] (1 пол. 1 тис. н.е., Х-ХІІІ ст.н.е.);
- Курган[d] (Х-ХІІ ст.н.е.);
- Братська могила 6 радянських воїнів[d], які загинули в боях у вересні 1943р. та восени 1941р.;